# Turska na Olimpijskim igrama 2016.
Turska je nastupila na Ljetnim olimpijskim igrama 2016. u Brazilu.

## Boks
Sljedeći turski boksači su se kvalificirali za OI 2016.
| Natjecatelj  | Klasa   | Šesnaestina finala | Osmina finala      | Četvrtina finala   | Polufinale         | Finale             | Finale |
| Natjecatelj  | Klasa   | Protivnik Rezultat | Protivnik Rezultat | Protivnik Rezultat | Protivnik Rezultat | Protivnik Rezultat | Mjesto |
| ------------ | ------- | ------------------ | ------------------ | ------------------ | ------------------ | ------------------ | ------ |
| Onur Şipal   | Velter  |                    |                    |                    |                    |                    |        |
| Adem Kılıççı | Srednja |                    |                    |                    |                    |                    |        |

## Jedrenje
Jedan turski streljač se kvalificirao za OI 2016. na Svjetskom prvenstvu u streljaštvu 2014.
- Muški - zračni pištolj 10 m